# Полищук, Клим Лаврентьевич
Клим Лаврентьевич Полищук (укр. Клим Лаврентійович (Лаврінович, Лавринович) Поліщук; 1891—1937) — украинский писатель, поэт и публицист.

## Биография
Родился в крестьянской семье. Читать научился у отца, перечитал всё, что попадало под руку. Пробовал записывать услышанные от матери сказки, легенды, народные песни. Зарабатывал на жизнь рисованием вывесок и географических карт для сельских школ.
В 1905 г. без ведома Полищука в журналы «Рідний Край» и «Громадська Думка» попало несколько его стихотворений, привлёкших внимание Б. Гринченко, И. Нечуй-Левицкого, Г. Барвинок и др.
В 1909 уехал в Петербург, учился в Художественно-рисовальном училище при Академии художеств, посещал лекции в психоневрологическом институте, кооперативные курсы. В том же году в львовском журнале «Дзвінок» состоялась его первая прозаическая публикация.
В 1912 из-за недостатка средств переехал в Житомир, служил в Волынском губернском земстве. Много путешествовал по Волыни, записывал фольклорные истории и легенды, из которых впоследствии сложилось несколько сборников.
В августе 1914 арестован за «мазепинскую» и «сепаратистскую» деятельность, выслан в Кременчуг, затем в Россию. Некоторое время служил в канцелярии заведующего кондукторскими бригадами на станции Курск, затем заведовал первым украинским книжным магазином в Петербурге, позднее преобразованным в издательство «Друкар».
В начале лета 1916 мобилизован и отправлен на северный фронт, в Курляндию. Служил, вероятнее всего, в санитарной бригаде. В мае 1917 вернулся в Житомир, но уже в июне снова выехал на север — в Ригу, Валку.
Во время Октябрьской революции находился в Пскове, затем уехал в Киев. Редактировал газеты «Український голос», «Народна воля», входил в редколлегии газет «Народна справа» и журнала «Мистецтво». Публиковал репортажи на общественно-политические темы в житомирской газете «Громадянин». Принимал участие в литературных вечерах. Один из основателей литературно-художественного объединения «Музагет», позже — «художественного цеха» «Профсоюза художников слова города Киева».
В 1920, при подходе к Киеву белополяков, вместе с другими писателями ушёл вместе с армией УНР сначала в Каменец, затем в Галицию (тогда часть Польши). В 1921 женился на писательнице и актрисе Галине Орливне, в 1922 г. у них родилась дочь Леся; семья жила в основном во Львове. Львовский период стал наиболее плодотворным для писателя: он редактировал еженедельник «Український емигрант», основал ежемесячный журнал «Мамай», публиковал свои произведения, переводил польских писателей.
Осенью 1925 г. с семьёй вернулся на Украину. Жили сначала в Лубнах, у матери жены, затем переехали в Харьков. Полищук работал в Государственном издательстве Украины, печатался в журналах. В 1927 брак Полищука и Галины Орливны распался: Галина увлеклась писателем В. Юрезанским. В 1929 г. Полищук сдал в издательство сборник рассказов «Полесские шумы», оставшийся неизданным.
4 ноября 1929 г. арестован. 21 января 1930 осуждён по ст. 58-10-13 УК РСФСР на 10 лет заключения в лагерях. До лета 1931 г. отбывал наказание на Соловках, следующие 4 года — в сёлах Большая Михайловка и Долинское (Карлаг). 27 июня 1935 вновь вывезен на Соловки. 9 октября 1937, после пересмотра дела «украинских националистов», вместе с большой группой деятелей культуры приговорён к высшей мере. 3 ноября 1937 г. расстрелян.

### Повести и рассказы
- Далёкие звёзды: очерки и рассказы. Книга первая / Далекі зорі: нариси й оповідання. Книжка перша. Житомир: Стерні, 1914.
- Среди могил и руин: очерки и рассказы из времён войны 1917—18 г. / Серед могил і руїн: нариси й оповідання з часів війни 1917—18 р.. Київ: Серп і молот, 1918.
- Тени минувшего: волынские легенды. Книга первая / Тіні минулого: волинські лєґенди. Книжка перша. Київ: Сяйво, 1919.
- На пороге: рассказы / На порозі: оповідання. Київ: Всеукраїнське Видавництво, 1919.
- Красное марево: очерки и рассказы из времён революции / Червоне марево: нариси і оповідання з часів революції. Львів — Київ: Нові шляхи, 1921.
- Сокровища веков: украинские легенды / Скарби віків: українські лєґенди. Львів — Київ: Русалка, 1921.
- «Военко»: Из записной книжки / «Воєнко»: Із записної книжки. Львів — Київ: Русалка, 1921.
- Горсть земли: галицкие легенды / Жменя землі: галицькі лєґенди. Львів — Київ: Русалка, 1921.
- Распятая душа: рассказ из латышской жизни / Розп’ята душа: оповідання з латишського життя. Львів — Київ: Русалка, 1921.
- Весёлое в грустном: сатирико-юмористический сборник / Веселе в сумному: сатирично-гумиристична збірка. Львів — Київ: Русалка, 1921.
- Золотые зёрнышки: рассказы для детей / Золоті зернятка: оповідання для дітей. Львів — Київ: Русалка, 1921.
- Сказка дворца / Казка палацу. Б.г.
- Окольными путями: очерки и рассказы из времён революции / Манівцями: нариси і оповідання з часів революції. Львів — Київ: Русалка, 1922.
- Жертва / Жертва. Львів — Київ, 1923.
- Легенды / Легенди. Львів, 1923.
- Свет красный: повесть / Світ червоний: повість. Львів — Київ, 1923.
- Ангельское письмо: рассказ / Ангельський лист: оповідання. Львів — Коломия, 1924.

### Романы
- Атаман Зелёный: Современный роман. В 2-х ч. / Отаман Зелений: Сучасний роман. В 2 ч. Львів, 1922.
  - [То же]. В 3-х ч. Второе, переработанное и дополненное изд. Scranton, 1925.
- Гуляйпольский «батько»: Роман в 2 ч. / Гуляйпільський «батько»: Роман у 2 ч. Коломия: ОКА, 1925. [Переизд. 1926.]

### Пьесы
- Тревожные души: Драма в трёх действия из дней нашей современности / Тривожні душі: Драма на три дії з днів нашого сучасного. Львів: Русалка, 1924.
- Гад Зверинецкий: драматическая легенда в четырёх картинах / Гад звіринецький: драматична легенда в чотирьох картинах. Львів : Русалка, 1925.

### Поэзия
- Песни в полях: стихотворения / Співи в полях: поезії. Валк (Ліфляндія): Укр. голос, 1917.
- Стихотворения. Книга первая / Поезії. Книжка перша. Київ, 1919.
- Звуколирность: стихотворения. Книга вторая / Звуколірність: поезії. Книжка друга. Станиславів — Коломия: Бистриця, 1921.

### Воспоминания
- Из пучины революции: Фрагменты воспоминаний о «литературном» Киеве 1919 г. / З виру революції: Фрагменти спогадів про «літературний» Київ 1919 р. Львів — Київ: Мамай, 1923.

### Как составитель
- Весёлая гурьба: Сборник юмористических сочинений, рассказов, сказок, стихов и легенд / Веселий гурт: Збірник гумористичних творів, оповідань, казок та віршів і легенд. Київ, 1912.